# Emporium (Haut Moyen Âge)

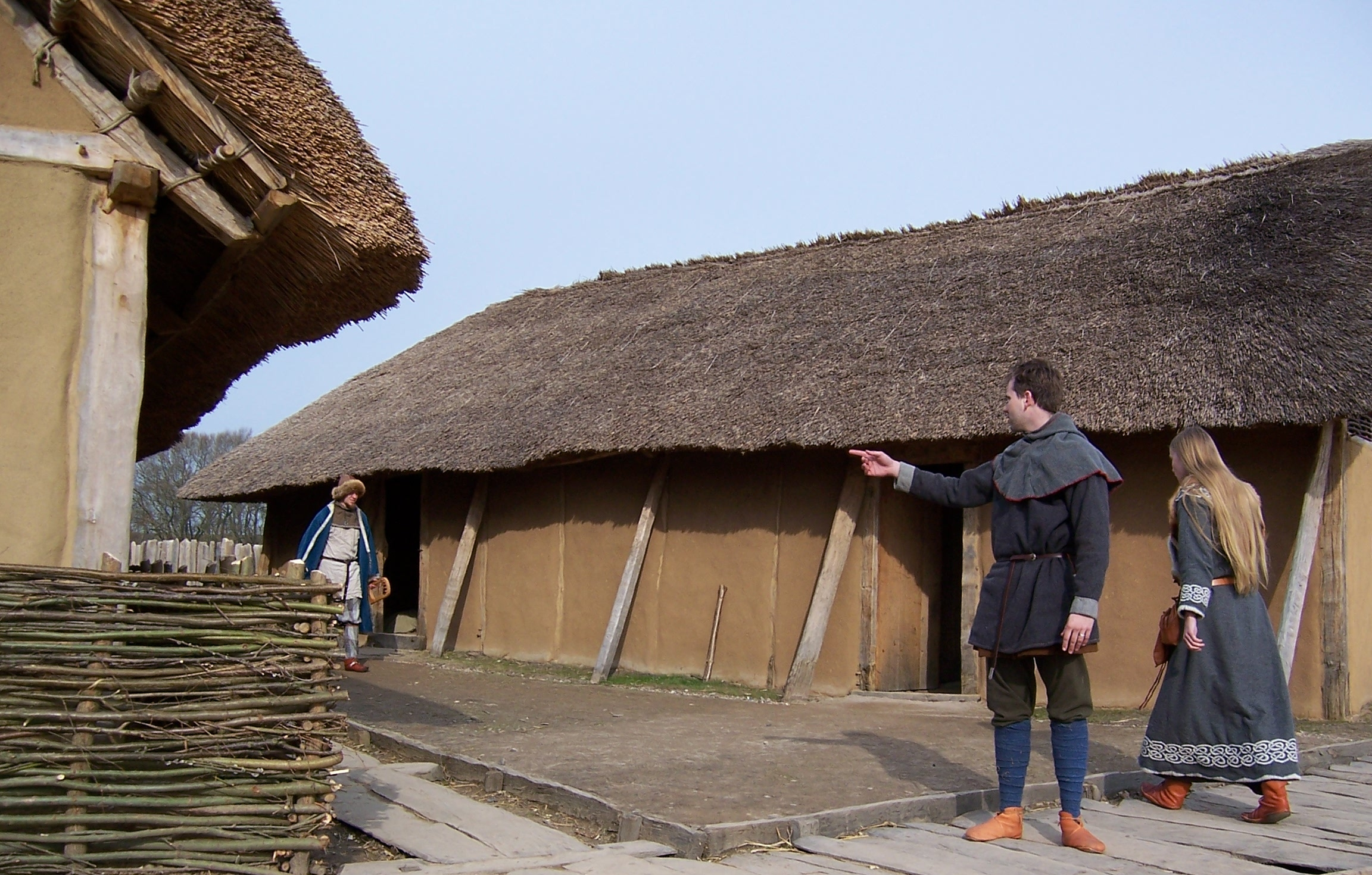
Reconstitution de l'emporium danois de Hedeby.

Un emporium (pluriel : emporia ) est une forme de colonies commerciales qui ont émergé dans le nord-ouest de l'Europe aux VIe et VIIe siècles et qui ont persisté jusqu'au IXe siècle. Le terme est utilisé par les historiens contemporains pour distinguer les sites portuaires relativement développés de villes au sens où l'entend pour l'Empire romain.
Également connu en anglais sous le nom de wics, un emporium se caractérise par son emplacement périphérique, généralement sur le rivage à la limite d'un royaume, leur manque d'infrastructures (ne contenant aucune église) et leur nature éphémère. Vers l'an 1000, les emporia sont remplacées par la renaissance des villes européennes.
Les exemples incluent Dorestad, Gipeswic (Ipswich) ou Lundenwic (Londres) dans la mer du Nord, Hamwic (Southampton) ou Quentovic dans la Manche, ainsi que Hedeby, Jumne, Reric et Truso dans la mer Baltique.
La population y est cosmopolite du fait des origines variées des marchands, et les habitudes des habitants varient de celles de l'arrière-pays. Ainsi la consommation de vin est fréquente dans les emporia scandinaves mais rare dans les campagnes alentours. Ces différences forment les prémisses d'une culture urbaine. Les emporia sont souvent la cible de raids vikings du fait de leur richesse.